# Онсе — 30 Декабря (станция метро)
«Онсе — 30 Декабря» (исп. Once - 30 de Diciembre) — станция Линии H метрополитена Буэнос-Айреса. Станция расположена между станциями «Венесуэла» и «Корриентес». Станция расположена под пересечением проспектов Авенида Пуэйрредон и Авенида Ривадавия, в районе Бальванера.
Она имеет 2 боковых платформы и два трека. На станции расположен вестибюль, который соединяет платформы с выходом на улицу, на станции можно сделать пересадку на станцию «Пласа Мисерере» Линии А. А кроме того можно сделать пересадку на железнодорожную станцию Once de Septiembre железной дороги Ferrocarril Domingo Faustino Sarmiento, кроме того имеет много объектов: таких как эскалаторы, лифты, туалеты для инвалидов и общественный Wi-Fi.

## История
Станция была открыта два раза. Строительные работы были завершены 31 мая 2007 года, но открытие для обслуживания пассажиров состоялось 18 октября 2007 вместе с открытием станций «Венесуэла», «Умберто I», «Инклан» и «Касерос». Станция была северной конечной станцией Линии H до декабря 2010 года, когда была открыта станция «Корриэнтес».

## Украшения
На лестницах и фойе станция украшена мотивами из жизни аргентинского музыканта Анибаля Троило и артиста Эрменхильдо Саба, как часть культуры танго.

## Переименование станции
19 марта, 2015 года Законодательное собрание Буэнос-Айреса единогласно одобрило переименование станции на «Онсе — 30 Декабря» в память жертв пожара в ночном клубе «Республика Кроманьон» произошедшего 30 декабря 2004 года. Проект переименования, был составлен депутатом Марсело Рамалем (PO-FIT) и депутатами Густаво Вера (BC) и Алехандро Бодартом (МСТ), который предусматривает размещение на станции памятной доски о жертвах трагедии, а также подробный рассказ о событиях трагедии.

## Достопримечательности
Они находятся в непосредственной близости от станции:
- Пласа Мисерере
- Медицинский центр Barrial (CMB) № 29
- Образовательный центр de Nivel Primario № 58
- Jardín Maternal № 06/02°
- Образовательный центр de Nivel Primario № 20 — Centro La Balsa
- Техническая школа № 26 Confederación Suiza
- Лицей № 10 Ricardo Rojas
- Bachillerato con Orientación Artística № 04 Xul Solar
- Общая начальная школа Коммуны № 16 Президент Митре
- Escuela Metropolitana de Arte Dramático
- Библиотека del Centro Argentino de Información Científica y Tecnológica
- Ciudad Cultural Konex
- Museo y Observatorio del Colegio San José
- Известные бары Буэнос-Айреса: La Perla Bar

## Галерея

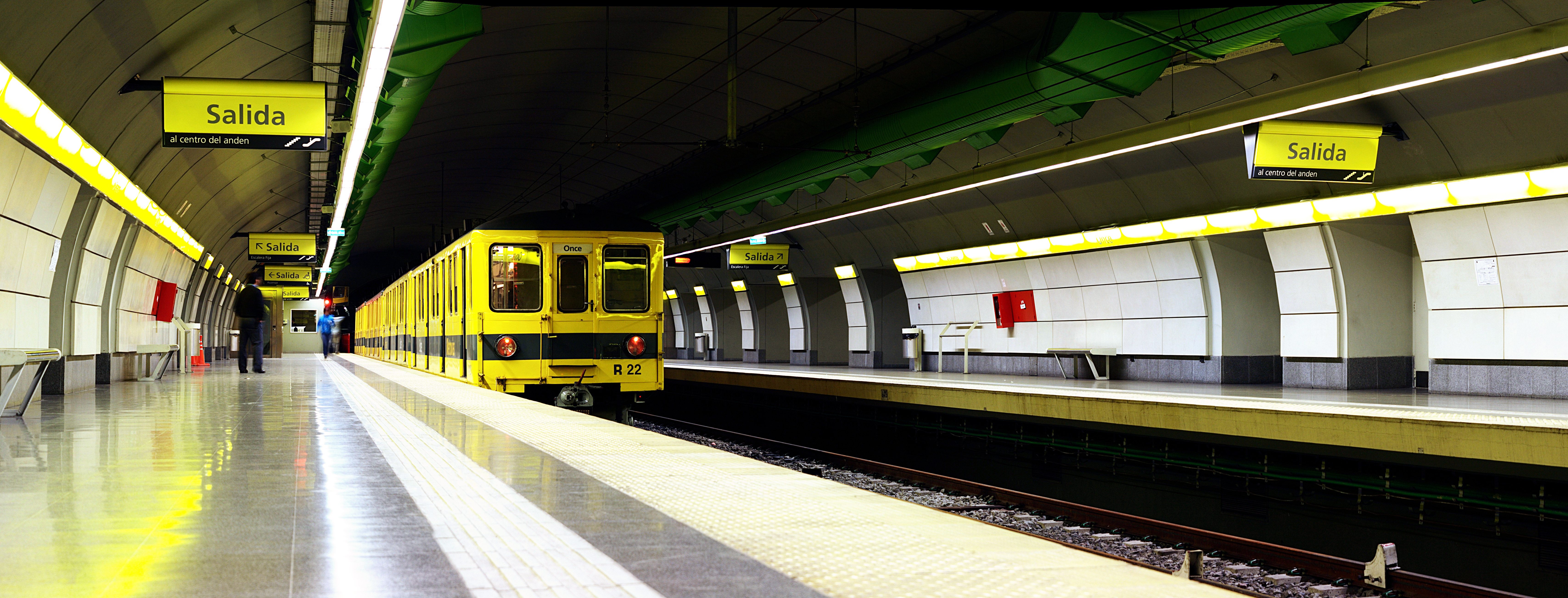
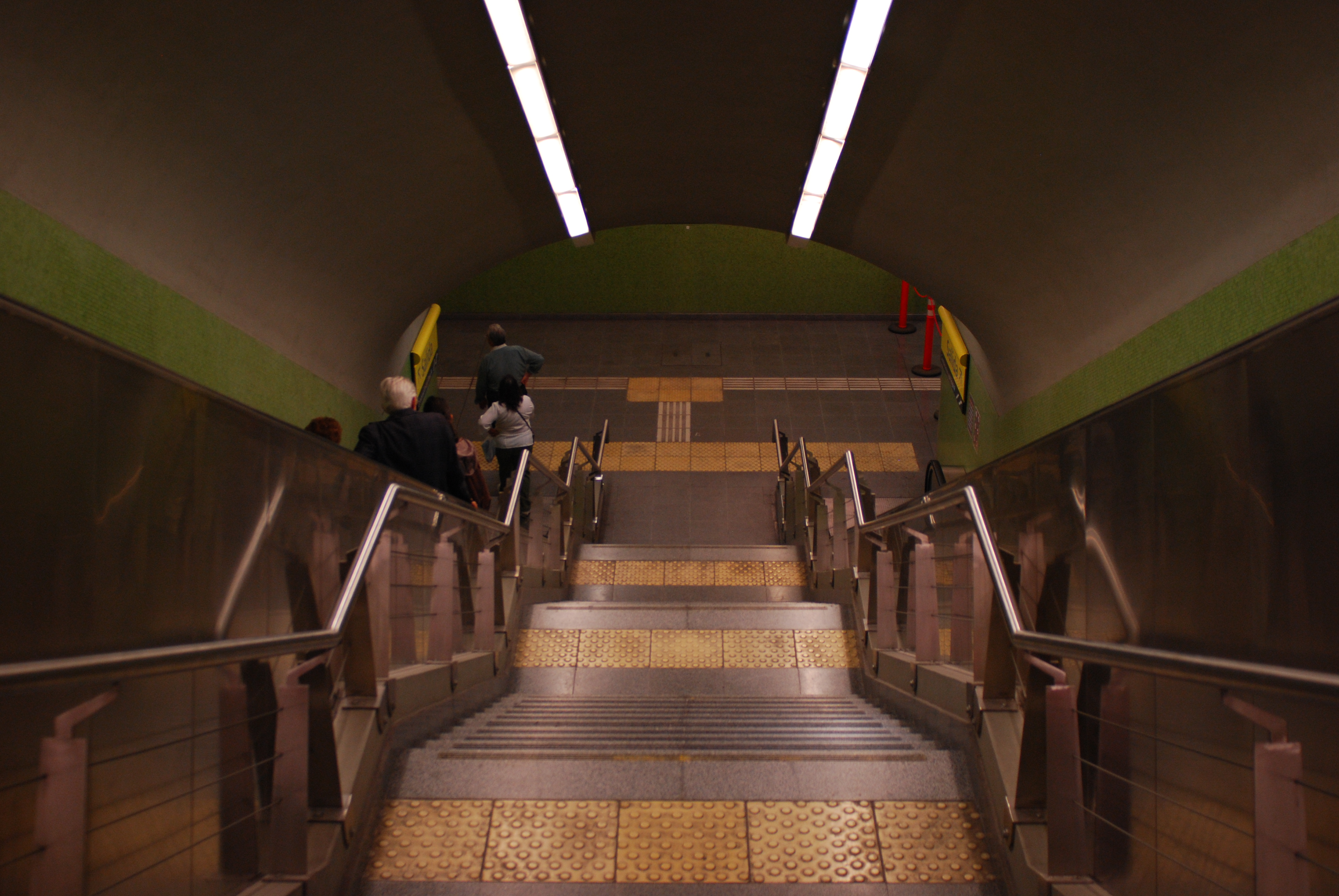
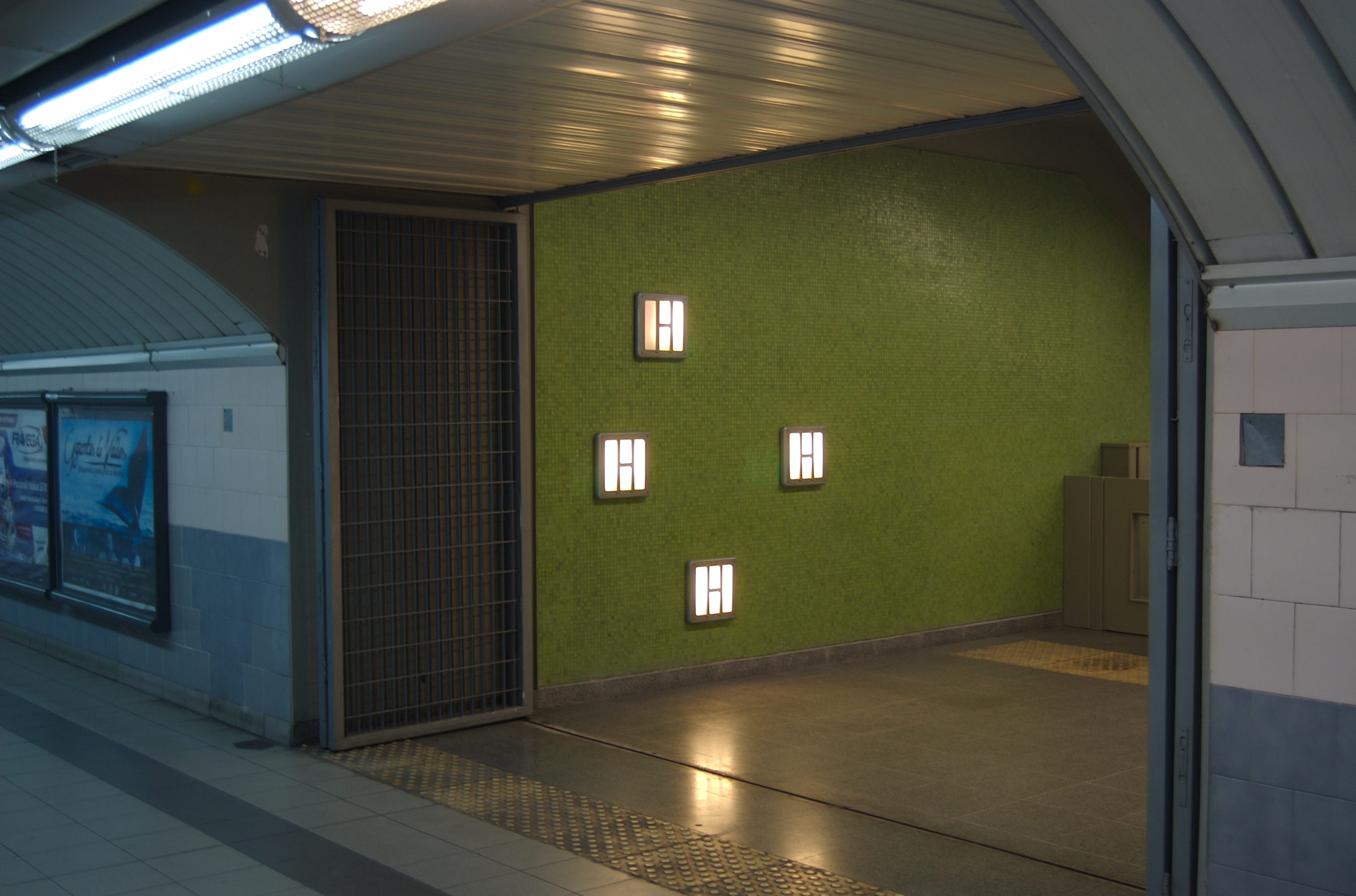
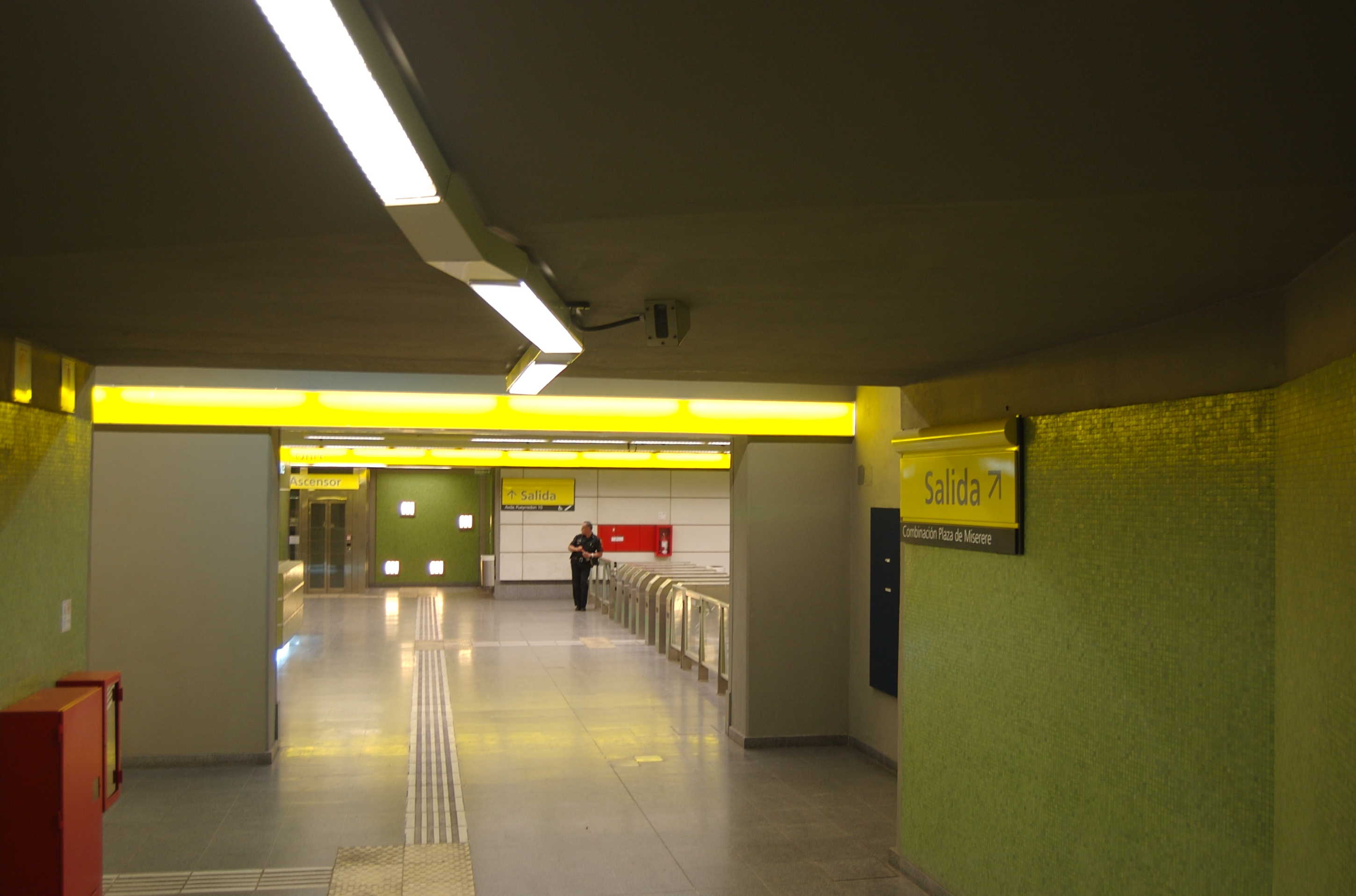
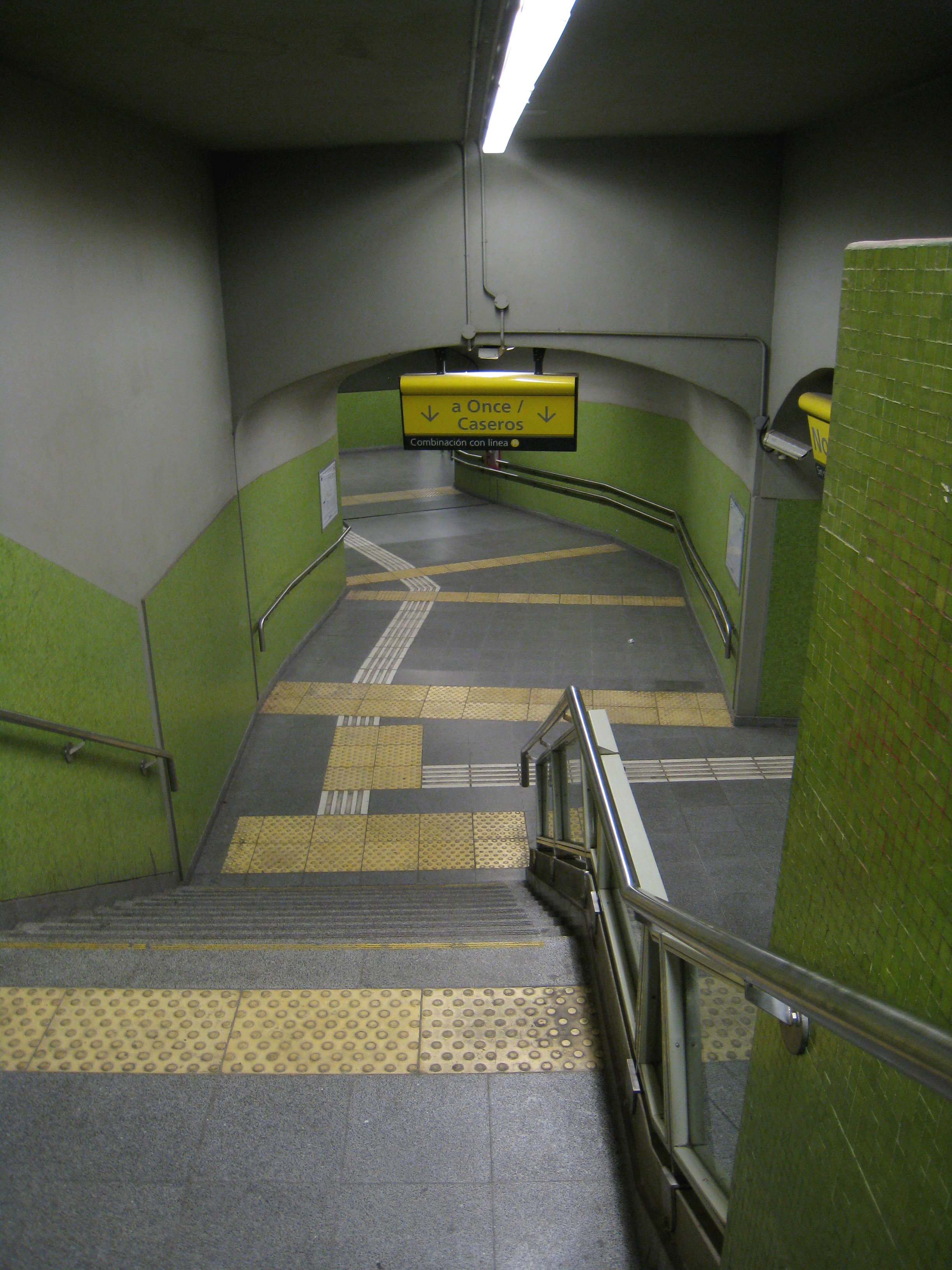
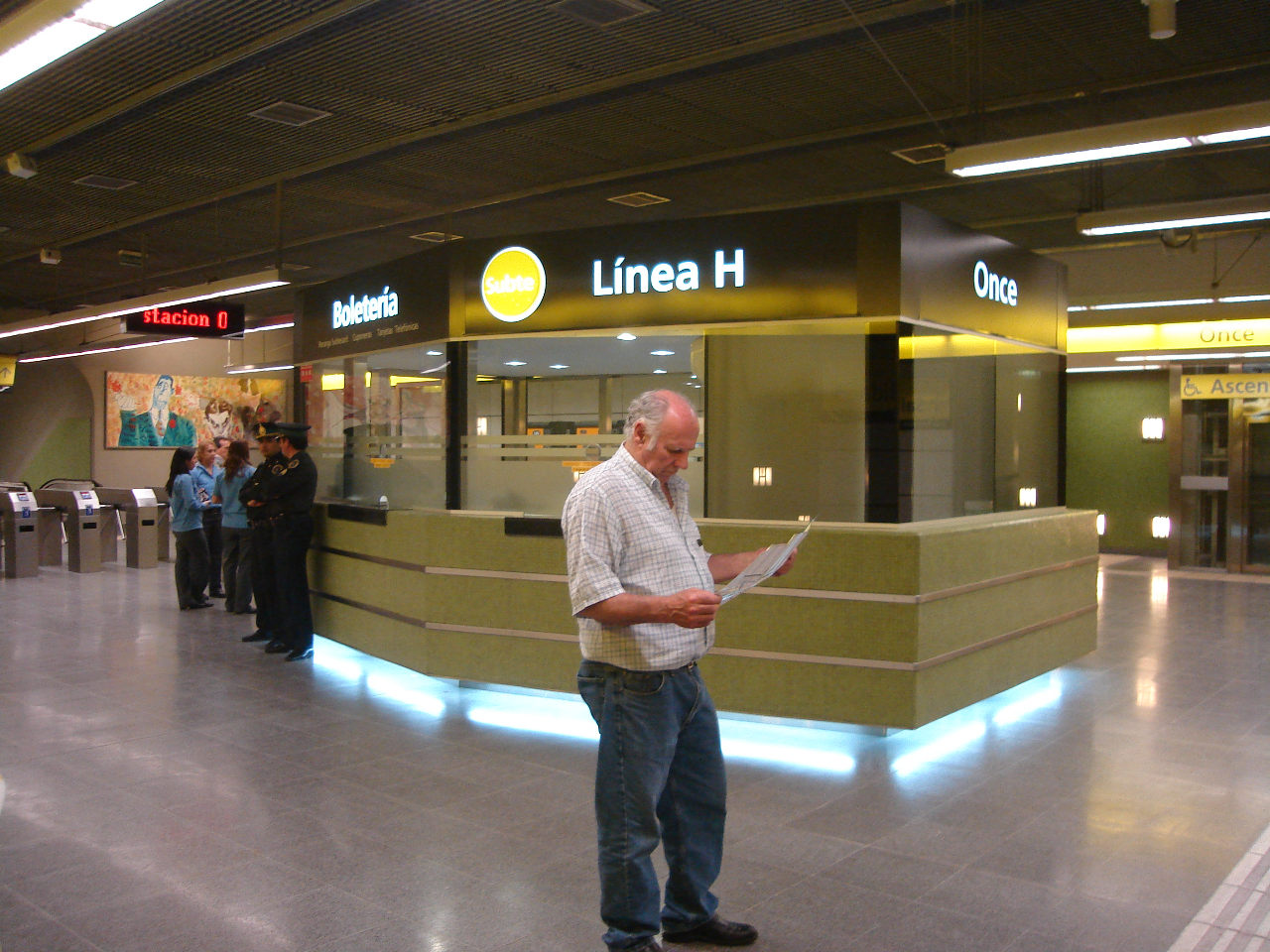